# Asian Aerospace
Asian Aerospace (AA) es una exhibición aérea y congreso internacional del negocio de la aviación. Se celebra en el Changi Exhibition Center (próximo al Aeropuerto Changi Singapur, y es uno de los mayores eventos relacionados con el vuelo que se celebran en Asia.